# Toni Collette
Antonia Collett (Blacktown, Sydney, 1 de novembro de 1972), mais conhecida como Toni Collette, é uma atriz australiana.
Foi indicada ao Oscar de melhor atriz coadjuvante por O Sexto Sentido e vencedora do Emmy Awards e do Golden Globe Award para Melhor Atriz (série cómica ou musical) em televisão pelo seu desempenho na série United States of Tara.

## Início da vida

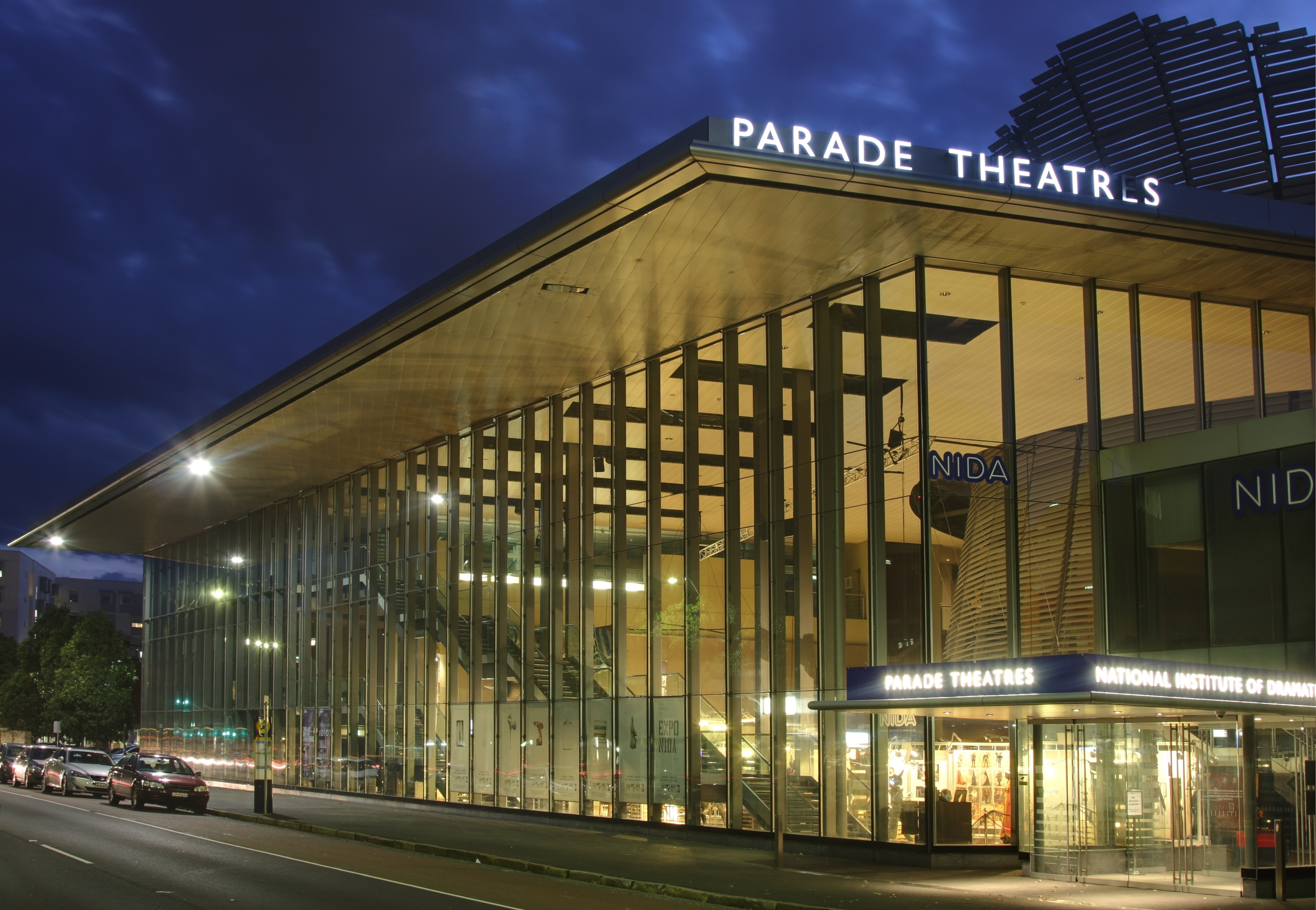
Nida Drama school in Sydney

Nasceu em Blacktown, um subúrbio de Sydney. É filha de Judy, uma representante de serviços ao cliente e Bob Collett, um motorista de caminhão. Ela tem dois irmãos mais novos, Ben e Christopher. Aos 14 anos, mudou seu sobrenome, do qual o avô tinha tirado um "e", para Collette, achando melhor como nome artístico. Desde cedo Collette mostrou talento para atuar. Ela fingiu ter apendicite quando tinha 11 anos de idade e foi tão convincente que os médicos removeram seu apêndice, embora os exames não tivessem mostrado nada de errado com ela. Ela participou de Blacktown Meninas 'High School até aos 16 anos de idade e em seguida, mais tarde frequentou o Australian Teatro para Jovens e Instituto Nacional de Arte Dramática. Seu primeiro papel como atriz foi no musical Godspell, em Sydney, no início da adolescência.

## Carreira
Ela fez sua estréia no cinema em 1992, no filme Spotwoods, pelo qual recebeu uma nomeação para o Australian Film Institute Awards, como Melhor Atriz Coadjuvante. Em 1994, ela atuou na comédia O Casamento de Muriel, dirigido por P. J. Hogan, com grande sucesso, que lhe permitiu trabalhar nos Estados Unidos. Estrelou filmes como Emma, ao lado de Gwyneth Paltrow, até atuar no grande sucesso The Sixth Sense, que lhe rendeu uma nomeação para o Oscar de melhor atriz coadjuvante. Mais tarde, ela trabalhou em filmes como As Horas, About a Boy, In Her Shoes e Pequena Miss Sunshine.
Em 2006 ela lançou seu primeiro álbum como cantora Beautiful Awkward Pictures, lançado com grupo intitulado de Toni Collette & The Finish, o grupo a que pertence também o seu marido baterista, Dave Galafassi. De 2009 a 2011, foi a protagonista da série de TV United States of Tara, onde ela interpreta uma esposa e mãe que sofre de múltiplas personalidades. Por este papel, ela ganhou os prêmios Emmy Awards e Globo de Ouro, além de uma nomeação para o Screen Actors Guild Awards.

## Filmografia
| Ano       | Título                              | Papel                       | Nota                               |
| --------- | ----------------------------------- | --------------------------- | ---------------------------------- |
| 1990      | A Country Practice                  | Tracy                       | Série de TV/ Participação Especial |
| 1992      | Spotswood                           | Wendy Robinson              |                                    |
| 1993      | The Thief and the Cobbler           | Nurse / Witch               | Voz                                |
| 1994      | O Casamento de Muriel               | Muriel Heslop               |                                    |
| 1995      | This Marching Girl Thing            | Cindy                       | Curta-metragem                     |
| 1996      | Cosi                                | Julie                       |                                    |
| 1996      | O Primeiro Amor de um Homem         | Cynthia                     |                                    |
| 1996      | Nunca É Tarde Para Amar             | Lilian                      |                                    |
| 1996      | Emma                                | Harriet Smith               |                                    |
| 1997      | Clockwatchers                       | Iris Chapman                |                                    |
| 1997      | The James Gang                      | Julia Armstrong             |                                    |
| 1997      | Diana & Me                          | Diana Spencer               |                                    |
| 1998      | The Boys                            | Michelle                    |                                    |
| 1998      | Velvet Goldmine                     | Mandy Slade                 |                                    |
| 1999      | 8½ Women                            | Griselda / Sister Concordia |                                    |
| 1999      | O Sexto Sentido                     | Lynn Sear                   |                                    |
| 2000      | Shaft                               | Diane Palmieri              |                                    |
| 2000      | Hotel Splendide                     | Kath                        |                                    |
| 2000      | The Magic Pudding                   | Meg Bluegum                 | Voz                                |
| 2001      | Jantar com Amigos                   | Beth                        | Filme feito para a TV              |
| 2002      | Changing Lanes                      | Michelle                    |                                    |
| 2002      | About a Boy                         | Fiona Brewer                |                                    |
| 2002      | Jogo Sujo                           | Sharon Ryan                 |                                    |
| 2002      | As Horas                            | Kitty                       |                                    |
| 2003      | About a Boy: Deleted Scenes         | Fiona Brewer                | Video extra de Um Grande Garoto    |
| 2003      | Japanese Story                      | Sandy Edwards               |                                    |
| 2004      | Connie and Carla                    | Carla                       |                                    |
| 2004      | The Last Shot                       | Emily French                |                                    |
| 2005      | In Her Shoes                        | Rose                        |                                    |
| 2006      | Pequena Miss Sunshine               | Sheryl Hoover               |                                    |
| 2006      | Segredos na Noite                   | Donna D. Logand             |                                    |
| 2006      | Mentes Diabólicas                   | Sally Rowe                  |                                    |
| 2006      | A Garota Morta                      | Arden                       |                                    |
| 2006      | Tsunami: The Aftermath              | Kathy Graham                | Filme Feito Para a TV              |
| 2007      | Evening                             | Nina Mars                   |                                    |
| 2007      | Nothing Is Private                  | Melina Hines                |                                    |
| 2008      | Sei Que Vou Te Amar                 | Maggie Mollison             |                                    |
| 2008      | Hey Hey It's Esther Blueburger      | Mary                        |                                    |
| 2009      | Mary e Max: Uma Amizade Diferente   | Mary Daisy Dinkle           | Voz                                |
| 2009 2011 | United States of Tara               | Tara Gregson                | Série de TV                        |
| 2011      | O Menino de Ouro                    | Zooey                       |                                    |
| 2011      | A Hora do Espanto                   | Melina Hines                |                                    |
| 2012      | Jesus Henry Christ                  | Patricia Herman             |                                    |
| 2012      | Mental                              | Shaz                        |                                    |
| 2012      | Rake                                | Premier Claudia             | Série de TV/ Participação Especial |
| 2012      | Hitchcock                           | Peggy Robertson             |                                    |
| 2013      | The Way, Way Back                   | Pam                         |                                    |
| 2013      | Lucky Them                          | Ellie Klug                  |                                    |
| 2013      | À Procura do Amor                   | Sarah                       |                                    |
| 2013 2014 | Hostages                            | Dr. Ellen Sanders           | Série de TV                        |
| 2014      | Uma Longa Queda                     | Maureen                     |                                    |
| 2014      | Tammy                               | Missi                       |                                    |
| 2014      | Glassland                           | Jean                        |                                    |
| 2014      | Hector and the Search for Happiness | Agnes                       |                                    |
| 2014      | The Boxtrolls                       | Lady Portley-Rind           | Voz                                |
| 2014      | Devil's Playground                  | Margaret Wallace            | Série de TV                        |
| 2015      | Blinky Bill the Movie               | Beryl e Cheryl              | Voz                                |
| 2015      | Miss You Already                    | Milly                       |                                    |
| 2015      | Krampus                             | Sarah                       |                                    |
| 2016      | Unlocked                            |                             |                                    |
| 2016      | Jasper Jones                        | Ruth Bucktin                |                                    |
| 2016      | The Yellow Birds                    | Amy Bartle                  |                                    |
| 2017      | xXx: The Return of Xander Cage      | Jane Marke                  |                                    |
| 2017      | The Yellow Birds                    | Amy Bartle                  |                                    |
| 2017      | Please Stand By                     | Scottie                     |                                    |
|           | Madame                              | Anne Fredericks             |                                    |
| 2018      | Hereditary                          | Annie Graham                |                                    |
| 2018      | Hearts Beat Loud                    | Leslie                      |                                    |
| 2019      | Velvet Buzzsaw                      | Gretchen                    |                                    |
| 2019      | Unbelievable                        | Det. Grace Rasmussen        |                                    |
| 2019      | Knives Out                          | Joni Thrombey               |                                    |
| 2020      | Dream Horse                         | Gretchen                    |                                    |
| 2020      | Stowaway                            |                             |                                    |
| 2020      | I'm Thinking of Ending Things       | Mãe                         |                                    |
| 2021      | Nightmare Alley                     | Zeena Krumbein              |                                    |
| 2022      | Pieces of Her                       | Laura Oliver                | Papel principal                    |
| 2023      | Mafia Mamma                         | Kristin                     |                                    |
| 2025      | Mickey 17                           | Gwendolyn                   |                                    |

## Principais prêmios e indicações

#### Oscar
| Ano  | Categoria                | Trabalho        | Resultado |
| ---- | ------------------------ | --------------- | --------- |
| 2000 | Melhor Atriz Coadjuvante | The Sixth Sense | Indicado  |

#### BAFTA
| Ano  | Categoria                | Trabalho             | Resultado |
| ---- | ------------------------ | -------------------- | --------- |
| 2003 | Melhor Atriz Coadjuvante | About a Boy          | Indicado  |
| 2007 | Melhor Atriz Coadjuvante | Little Miss Sunshine | Indicado  |

#### SAG Awards
| Ano  | Categoria                               | Trabalho              | Resultado |
| ---- | --------------------------------------- | --------------------- | --------- |
| 2003 | Melhor Elenco em Cinema                 | The Hours             | Indicado  |
| 2007 | Melhor Elenco em Cinema                 | Little Miss Sunshine  | Venceu    |
| 2010 | Melhor Atriz em Série de Comédia        | United States of Tara | Indicado  |
| 2020 | Melhor Atriz em Minissérie ou Telefilme | Unbelievable          | Indicado  |

#### Globo de Ouro
| Ano  | Categoria                                   | Trabalho               | Resultado |
| ---- | ------------------------------------------- | ---------------------- | --------- |
| 1996 | Melhor Atriz em Filme de Comédia ou Musical | Muriel's Wedding       | Indicado  |
| 2007 | Melhor Atriz em Filme de Comédia ou Musical | Little Miss Sunshine   | Indicado  |
| 2007 | Melhor Atriz Coadjuvante em Televisão       | Tsunami: The Aftermath | Indicado  |
| 2010 | Melhor Atriz em Série de Comédia ou Musical | United States of Tara  | Venceu    |
| 2011 | Melhor Atriz em Série de Comédia ou Musical | United States of Tara  | Indicado  |
| 2020 | Melhor Atriz Coadjuvante em Televisão       | Unbelievable           | Indicado  |

#### Emmy Awards
| Ano  | Categoria                                           | Trabalho               | Resultado |
| ---- | --------------------------------------------------- | ---------------------- | --------- |
| 2007 | Melhor Atriz Coadjuvante em Minissérie ou Telefilme | Tsunami: The Aftermath | Indicado  |
| 2009 | Melhor Atriz em Série de Comédia                    | United States of Tara  | Venceu    |
| 2010 | Melhor Atriz em Série de Comédia                    | United States of Tara  | Indicado  |
| 2020 | Melhor Atriz Coadjuvante em Minissérie ou Telefilme | Unbelievable           | Indicado  |
| 2022 | Melhor Atriz em Minissérie ou Telefilme             | The Staircase          | Pendente  |

#### Tony Awards
| Ano  | Categoria                            | Trabalho       | Resultado |
| ---- | ------------------------------------ | -------------- | --------- |
| 2000 | Melhor Atriz Principal em um Musical | The Wild Party | Indicado  |